# Pallavi Sharda
Pallavi Sharda (nacida el 5 de marzo de 1992) es una actriz australiana de ascendencia india, también es bailarina clásica de Bharatha Natyam. Su filmografía incluye la película nominada al Oscar Lion (2016), las películas de Bollywood Begum Jaan (2017) y Hawaizaada (2015), la comedia australiana Save Your Legs! (2012) y la serie australiana Les Norton. Ha trabajado en varias películas hindi como My Name Is Khan, Dus Tola, Besharam, Hawaizaada y Begum Jaan . Además, en 2021 Sharda protagonizó Tom & Jerry. Su aparición más reciente en Wedding Season junto con Suraj Sharma, se estrenó en 2022 y ha sido bien recibida por la audiencia.

## Infancia y adolescencia
Sharda nació en una familia india en la ciudad de Perth, al oeste de Australia . Es hija de Hema Sharda y Nalin Kant Sharda, exalumnos del IIT (Indian Institutes of Technology) con doctorados en ciencias e ingeniería. Los padres de Sharda emigraron a Australia en la década de 1980, mucho antes de que ella naciera. Posteriormente, cuando Sharda era a penas una niña se mudaron a los suburbios exteriores del noroeste de Melbourne dónde se crio. Fue a la escuela en Lowther Hall en Essendon, donde obtuvo una beca académica. A los 16 años comenzó una licenciatura en derecho ("LLB y BA", Medios y Comunicación) y un Diplomado en Lenguas Modernas (en Francés) en la Universidad de Melbourne de la cual se graduó con mención honorífica. En 2010, Sharda decidió mudarse a Mumbai. 

## Carrera profesional
Sharda empezó su carrera en Bollywood interpretando a un cameo en My Name Is Khan (2010) de Karan Johar . En marzo de 2010, Sharda fue coronada Miss India Australia en Sydney . Posteriormente, protagonizó , la película de comedia y drama llamada Dus Tola junto al reconocido actor Manoj Bajpayee en el 2010. En dicha película, Sharda interpretó el papel de Geeta, una profesora de danza del pueblo. La actuación de Sharda fue reconocida como el mejor elemento de la película por The Times of India . En 2011 y 2012, Sharda fue la actriz principal del musical teatral Taj Express, dirigido por Shruti Merchant y coreografiado por Vaibhavi Merchant .
Sharda hizo su debut en el cine australiano con la comedia Save Your Legs, película que se estrenó el 28 de febrero de 2013. Luego apareció en la película de Bollywood Besharam de Abhinav Kashyap . En la cual interpretó a una mujer cuyo coche es robado por un ladrón. La siguiente participación de Sharda en Bollywood, fue en la película Hawaizaada que se estrenó en todo el mundo el 30 de enero de 2015. Dirigida por Vibhu Puri y coprotagonizada por Ayushmann Khurrana y Mithun Chakraborty, la película está inspirada en los hechos reales de Shivkar Bapuji Talpade, de quien se cree que voló un avión no tripulado en 1895 en Bombay. Sharda recibió elogios de la crítica por su interpretación de una bailarina cortesana durante la era del Raj británico en Mumbai.
Sharda trabajó con Sony ESPN para convertirse en la nueva cara de la IPL 2016 Indian Premier League (IPL)  .
Sharda se unió a Dev Patel y Nicole Kidman en la película de Hollywood Lion en 2016.  Luego, participó en la película de Bollywood Begum Jaan, que se estrenó en abril de 2017. Sharda recibió una crítica positiva por su interpretación de Gulabo, una trabajadora sexual en la zona rural de Punjab, en el momento de la separación de Pakistán de la India.
Sharda desempeñó un papel principal en el drama médico Pulse de ABC Australia, y ganó el premio "Rising Star" del Casting Guild of Australia por su buena actuación. También, interpretó a Georgie en la serie Les Norton de ABC-TV. Actualmente protagoniza Beecham House, una serie dramática de género histórico de ITV dirigida por Gurinder Chadha y la comedia Retrograde de ABC-TV.
Sharda está escribiendo su primer libro, en el que explica sus conflictos de identidad como una niña India que vive en Australia. Aunque todavía no se sabe el nombre del libro, se sabe que estará a la venta el próximo año.

## Abogacía
Sharda forma parte de la junta de asesores de e-Kutir, una empresa de emprendimiento social que utiliza el modelo de "base de la pirámide" para mejorar la vida de los Indios . Sus áreas de enfoque son Sanidad, madres y niños. Sharda suele abogar sobre la alfabetización de Asia en Australia, las relaciones interculturales entre India y Australia y el empoderamiento de las mujeres en India. En 2015 fue nombrada " Reina de Moomba ", que es el festival comunitario más grande de Melbourne, junto con el jugador de críquet australiano retirado Shane Warne .
Puesto que es una alumna distinguida de la Universidad de Melbourne, Sharda se ha convertido en una líder multifacética sobre las artes y la cultura australianas. Pallavi ha curado festivales como la Noche Blanca de Melbourne (White Night), ha sido la Reina de Moomba con Spin King Shane Warne y en el 2019 fue nombrada en la lista de los cuarenta australianos asiáticos más influyentes en la inauguración de la Cumbre de Liderazgo Asiático-Australiano .